# Lo-Fi
Lo-fi (abreviação de low-fidelity; baixa fidelidade) é uma música ou qualidade de produção em que elementos normalmente considerados como imperfeições de uma gravação ou performance são audíveis, às vezes como uma escolha estética deliberada. Os padrões de qualidade de som (fidelidade) e produção musical evoluíram ao longo das décadas, o que significa que alguns exemplos mais antigos de lo-fi podem não ter sido originalmente reconhecidos como tal. Lo-fi começou a ser reconhecido como um estilo de música popular na década de 1990, quando passou a ser conhecido alternadamente como música DIY.
A distorção harmônica e "calor analógico" às vezes são sugeridos de maneira enganosa como características centrais da música lo-fi. Caracteriza-se pela inclusão de elementos normalmente vistos como indesejáveis em contextos profissionais, como notas tocadas incorretamente, interferência ambiental ou imperfeições fonográficas (sinais de áudio degradados, chiado de fita e assim por diante). Artistas pioneiros, influentes ou de outra forma importantes incluem The Beach Boys (Smiley Smile), R. Stevie Moore (frequentemente chamado de "o padrinho da gravação doméstica"), Paul McCartney (McCartney), Todd Rundgren, Jandek, Daniel Johnston, Guided by Voices, Sebadoh, Beck, Pavement e Ariel Pink.
Embora "lo-fi" esteja no léxico-cultural há aproximadamente tanto tempo como "alta-fidelidade", o DJ William Berger da estação de rádio WFMU é geralmente creditado com a popularização do termo em 1986. Em vários pontos desde a década de 1980, "lo-fi" tem estado ligado à cultura do cassete, ao ethos punk DIY, primitivismo, outsider music, autenticidade, aos estereótipos de slacker/Geração X, e à nostalgia cultural. A noção de músicos de "quarto" se expandiu seguindo o surgimento das modernas estações de trabalho de áudio digital e, no final dos anos 2000, a estética lo-fi serviu de base aos gêneros de música chillwave e pop hipnagógico.

## Definições e etimologia
No seu esboço mais grosseiro, lo-fi foi primitivista e realista nos anos 80, pós-moderno nos anos 90, e arcaico nos anos 2000.

—Adam Harper, Lo-Fi Aesthetics in Popular Music Discourse (2014)
Lo-fi é o oposto de hi-fi. Historicamente, as prescrições de "lo-fi" têm sido relativas aos avanços tecnológicos e às expectativas dos ouvintes comuns de música, fazendo com que a retórica e o discurso em torno do termo mudassem inúmeras vezes. Geralmente escrito como "lowfi" antes dos anos 1990, o termo existe pelo menos desde os anos 1950, pouco depois da aceitação da "alta-fidelidade", e a sua definição evoluiu continuamente entre os anos 1970 e 2000. Na edição de 1976 do Oxford English Dictionary, lo-fi foi adicionado sob a definição de "produção de som menos boa em qualidade do que 'hi-fi". O educador musical R. Murray Schafer, no glossário de seu livro de 1977 The Tuning of the World, definiu o termo como "relação sinal-ruído desfavorável".
Praticamente não havia apreciação pelas imperfeições da música lo-fi entre os críticos até a década de 1980, durante a qual houve um romantismo emergente para a gravação doméstica e qualidades "faça-você-mesmo" (do it yourself, DIY). Posteriormente, "DIY" foi frequentemente usado de forma intercambiável com "lo-fi". No final da década de 1980, qualidades como "gravado em casa", "tecnicamente primitivo" e "equipamento barato" eram comumente associadas ao rótulo "lo-fi" e, ao longo da década de 1990, tais ideias se tornaram centrais para a forma como "lo-fi" era popularmente entendida. Consequentemente, em 2003, o Oxford Dictionary adicionou uma segunda definição para o termo — "um gênero de música rock caracterizado por uma produção mínima, dando um som cru e pouco sofisticado". Uma terceira definição foi adicionada em 2008: "não polido, amador, ou pouco sofisticado tecnologicamente, especialmente como uma escolha estética deliberada".
A identidade do partido ou partidos que popularizaram o uso de "lo-fi" não pode ser determinada de forma definitiva. Sugere-se geralmente que o termo foi popularizado através do programa semanal de rádio de William Berger na estação de rádio independente WFMU, com sede em Nova Jersey, intitulado Low-Fi, que durou de 1986 a 1987.  O conteúdo do programa consistia inteiramente em contribuições solicitadas através do correio e funcionava durante um horário nobre de trinta minutos todas as sextas-feiras à noite Na edição do outono de 1986 da revista WFMU LCD, o programa foi descrito como "gravações caseiras produzidas em equipamentos baratos. Primitivismo técnico junto com brilho".
A noção de "músicos de quarto" se expandiu após o surgimento de laptops em muitas formas de música popular ou de vanguarda e, ao longo dos anos, houve uma tendência crescente de agrupar todas as músicas gravadas em casa sob o rótulo de "lo-fi". "Bedroom pop" descreve vagamente um gênero musical ou estética no qual as bandas gravam em casa, ao invés de em espaços de gravação tradicionais. Também tem a conotação de DIY. Na década de 2010, os jornalistas aplicariam indiscriminadamente "bedroom pop" para qualquer música que soasse "difusa". Em 2017, Anthony Carew da Dotdash argumentou que o termo 'lo-fi' foi comumente utilizado mal utilizado como sinônimo de 'quente' ou 'incisivo', quando deveria ser reservado para a música que "parece que é gravada em uma secretária eletrônica quebrada".

## Características
A estética lo-fi é idiossincrasia associada ao processo de gravação. Mais especificamente, aqueles que são geralmente vistas no campo da engenharia de áudio como efeitos indesejáveis, tais como um sinal áudio degradado ou flutuações na velocidade da fita.A estética pode também estender-se a espetáculos musicais de qualidade inferior. Gravações consideradas não profissionais ou "amadoras" são geralmente relacionadas ao desempenho (notas desafinadas ou fora do tempo) ou mixagem (chiado audível, distorção ou acústica da sala). O musicólogo Adam Harper identifica a diferença como "imperfeições fonográficas" e "imperfeições não fonográficas". Ele define imperfeições fonográficas como "elementos de uma gravação que são percebidos (ou imaginados para serem percebidos) como prejudiciais a ela e que têm origem na operação específica do próprio meio de gravação. Hoje em dia, são normalmente as primeiras características em que as pessoas pensam quando o tema da "lo-fi" é abordado".
Na visão de Harper, as imperfeições de gravação podem "cair vagamente em duas categorias, distorção e ruído", embora ele reconheça que as definições de "distorção" e "ruído" variam e às vezes se sobrepõem. A forma mais proeminente de distorção na estética lo-fi é a distorção harmônica, que pode ocorrer quando um sinal de áudio é amplificado além da gama dinâmica de um dispositivo. No entanto, esse efeito geralmente não é considerado uma imperfeição. O mesmo processo é usado para os sons da guitarra elétrica do rock and roll, e desde o advento da gravação digital, para dar a uma gravação uma sensação de "calor analógico". Distorção gerada como um subproduto do processo de gravação ("distorção fonográfica") é normalmente evitada em contextos profissionais. "Saturação da fita" e "distorção da saturação" descrevem alternadamente a distorção harmônica que ocorre quando uma cabeça magnética se aproxima de seu limite de magnetização residual (um aspecto comum da manutenção do gravador de fita que é fixado com ferramentas de desmagnetização). Os efeitos incluem uma diminuição nos sinais de alta frequência e um aumento no ruído. Geralmente, as gravações lo-fi tendem a ter pouca ou nenhuma informação de frequência acima de 10 kilohertz.
As imperfeições "não fonográficas" podem envolver ruídos gerados pela desempenho ("tossir, farejar, virar páginas e sons de cadeira") ou pelo ambiente ("veículos passando, ruídos domésticos, sons de vizinhos e animais"). Harper reconhece que a "apreciação da distorção e do ruído não se limita à estética lo-fi, claro, e a estética lo-fi... não se estende a todas as apreciações por distorção e ruído. A diferença está nas maneiras em que distorção e ruído são entendidos como imperfeições no lo-fi". Ele também distingue entre "imperfeições de gravação" e "imperfeições sonoras [que] ocorrem como resultado de um equipamento de reprodução ou modulação de som imperfeito... Hipoteticamente, pelo menos, os efeitos lo-fi são criados durante a gravação e produção propriamente dita, e permanecem de forma perceptível nas gravações principais que são depois copiadas de forma idêntica para lançamento".
Bruce Bartlett, em seu guia de 2013 Practical Recording Techniques, afirma que "sons lo-fi podem ter uma resposta de frequência estreita (um som fino e barato) e podem incluir ruídos como chiados ou arranhões de discos. Eles podem ser distorcidos ou oscilantes em seu tom." Ele oferece os seguintes métodos para replicar sons lo-fi: misturar níveis para que fiquem desequilibrados; colocar obstruções entre um microfone e as fontes sonoras; colocar o microfone em um local incomum, como em uma lixeira; gravar com instrumentos ou equipamentos mais antigos e de qualidade inferior; e destaque de vazamento e reflexos do som.

## História

### 1950–1970: Origens e obras influentes

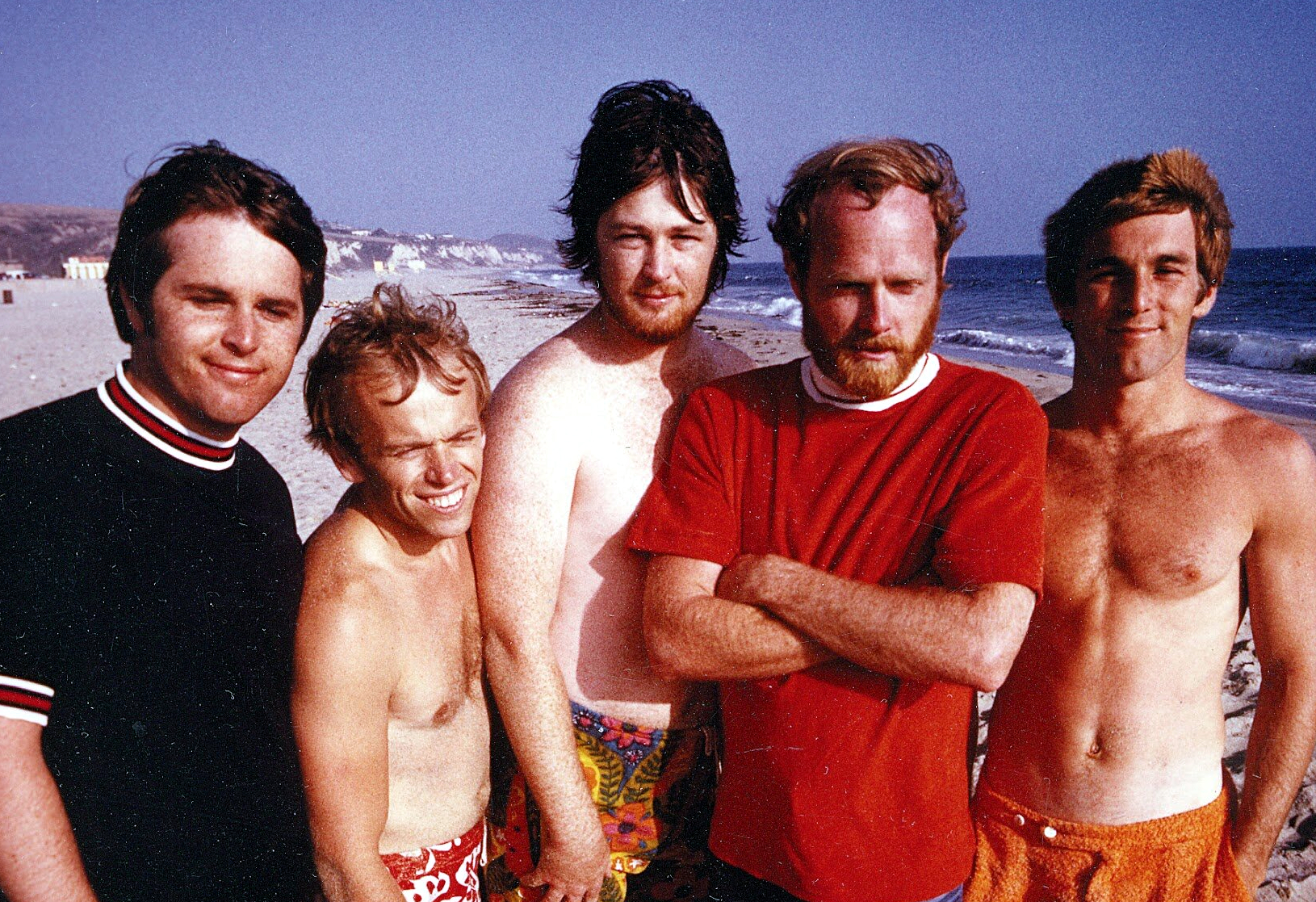
The Beach Boys (retratados em 1967) gravaram álbuns no estúdio caseiro de Brian Wilson de 1967 a 1972

A música DIY antecede a história documentada, mas "lo-fi", como foi entendido depois dos anos 1990, pode ser rastreado até o rock and roll dos anos 1950. O AllMusic escreve que as gravações do gênero foram feitas "de forma barata e rápida, muitas vezes em equipamentos abaixo do padrão. Nesse sentido, os primeiros discos de rock and roll, a maior parte do rock de garagem dos anos 1960 e muito do punk rock do final dos anos 1970 poderiam ser rotulados como Lo-Fi." Os álbuns dos Beach Boys Smiley Smile (1967), Wild Honey (1967) e Friends (1968) foram uma trilogia de álbuns lo-fi gravados principalmente no estúdio caseiro de Brian Wilson; os álbuns foram posteriormente referidos como componentes de suas "Bedroom Tapes". O escritor do Pitchfork Mark Richardson creditou Smiley Smile como "basicamente a invenção do tipo de lo-fi bedroom pop que mais tarde impulsionaria Sebadoh, Animal Collective e outras personalidades". Os editores da Rolling Stone creditaram Wild Honey com a origem da "ideia do pop DIY". Jamie Atkins, da Record Collector, escreveu que muitos dos atos do lo-fi também "devem muito" ao som saturado da canção "All I Wanna Do" de 1970.
No início da década de 1970, alguns grandes artistas lançaram músicas gravadas com equipamentos portáteis multicanais; exemplos incluindo Paul McCartney (McCartney, 1970) e Todd Rundgren (Something/Anything?, 1972). Produzido logo após a separação dos Beatles, o McCartney, gravado em casa, estava entre os álbuns mais vendidos de 1970, mas foi criticado. Em 2005, depois que um entrevistador sugeriu que era "[talvez] um dos primeiros grandes discos lo-fi de sua época", Paul McCartney comentou que era "interessante" que os fãs mais jovens estivessem "olhando para algo assim com algum tipo de respeito", e que o álbum é uma "espécie de... simplicidade hippie... meio que ressoa neste momento, de alguma forma".
Something/Anything? foi gravado quase inteiramente por Rundgren. O álbum incluiu muitas de suas canções mais conhecidas, bem como uma faixa falada ("Intro") na qual ele ensina o ouvinte sobre falhas de gravação no formato de um jogo "caça ao ovo", que ele chama de "Sounds of the Studio". Ele usou o dinheiro ganho com o sucesso do álbum para construir um estúdio de gravação pessoal em Nova Iorque, onde gravou o álbum seguinte, de menos sucesso, A Wizard, a True Star. O musicólogo Daniel Harrison comparou os álbuns dos Beach Boys mencionados acima com A Wizard, a True Star, "que imita aspectos do estilo de composição de Brian Wilson nas suas transições abruptas, mistura de vários estilos pop e efeitos de produção incomuns. Mas deve ser lembrado que o fracasso comercial dos experimentos dos Beach Boys dificilmente foi motivo para imitação". Em 2018, Sam Sodsky do Pitchfork observou que as "impressões digitais" de Wizard continuam "evidentes nos auteurs dos quartos até aos dias de hoje".

### 1970–1980: Indie, cultura de cassetes e outsider music

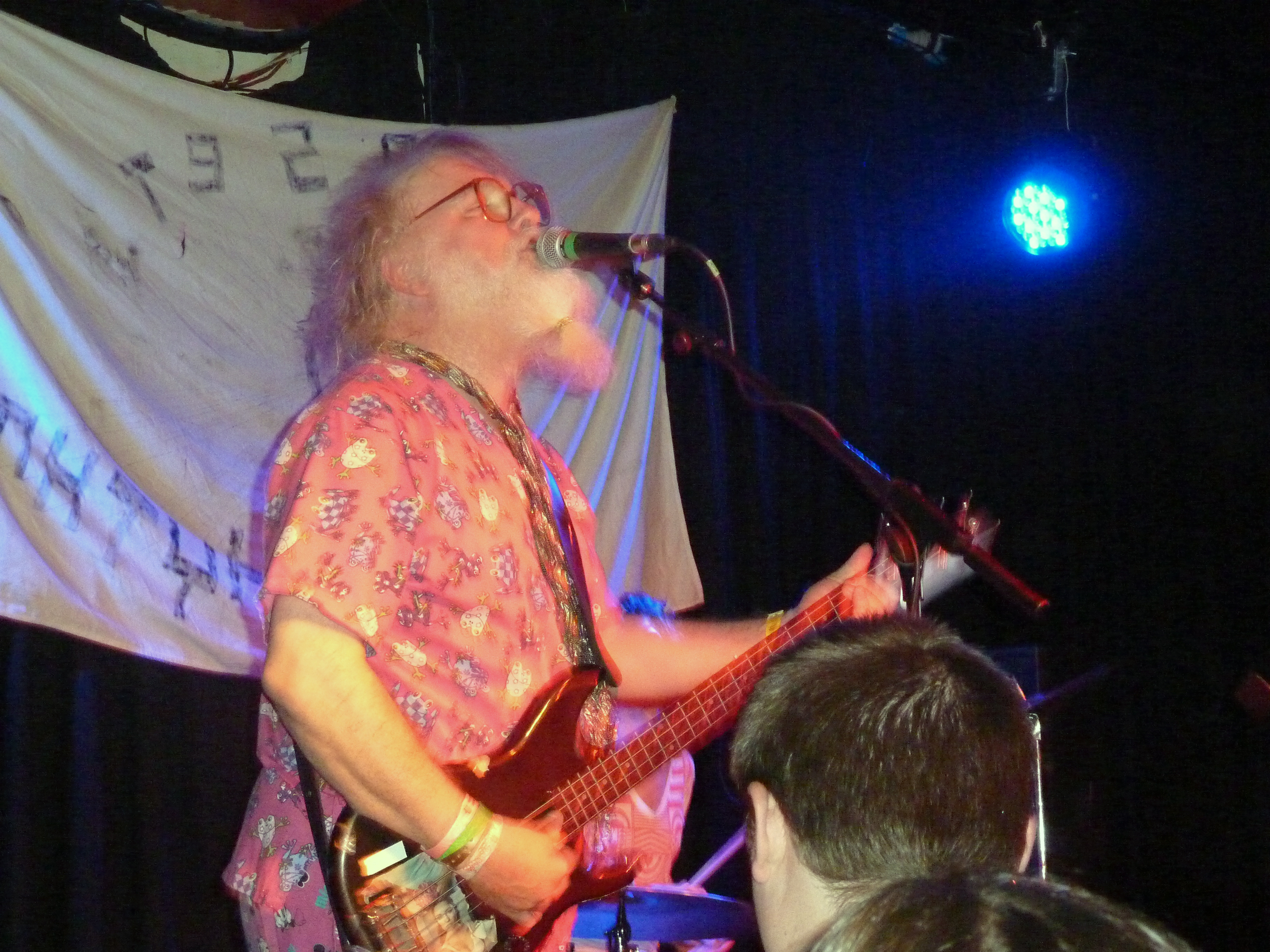
R. Stevie Moore (retratado em 2011) é frequentemente referido como o "padrinho" do home recording

Com o surgimento do punk rock e da new wave no final dos anos 1970, alguns setores da música popular começaram a adotar uma ética DIY que anunciava uma onda de gravadoras independentes, redes de distribuição, fanzines e estúdios de gravação. Muitas guitar bands foram formadas na premissa do romance de que alguém poderia gravar e lançar sua própria música em vez de ter que obter um contrato de gravação com uma grande gravadora. Músicos e fãs de lo-fi eram predominantemente homens brancos e de classe média e, embora a maior parte do discurso crítico interessado em lo-fi fosse baseado em Nova Iorque ou Londres, os próprios músicos eram em grande parte de áreas metropolitanas menores dos Estados Unidos.
Desde 1968, R. Stevie Moore vinha gravando álbuns completos em tape deck no porão de seus pais no Tennessee, mas foi só em Phonography de 1976 que uma de suas gravações foi emitida em uma gravadora. O álbum alcançou certa notoriedade entre os círculos punk e new wave de Nova Iorque. Matthew Ingram do The Wire escreveu que "Moore pode não ter sido o primeiro músico de rock inteiramente solo, gravando todas as partes da bateria à guitarra... No entanto, ele foi o primeiro a estetizar explicitamente o próprio processo de gravação caseira... tornando-o o bisavô de lo-fi." Questionado se ele apoiava o "rótulo pioneiro DIY/lo-fi", Moore respondeu:"Concordo que sou ou deveria ser reconhecido como um pioneiro, mas isso é principalmente por acaso, o fato de o ter feito há tanto tempo, antes de ser um modus operandi tão popular... Eu definitivamente não tinha 'plano' para me apressar e ficar conhecido como o primeiro pioneiro do DIY moderno". Quando um artigo de 2006 do New York Times referiu Moore como o progenitor do "bedroom pop", ele respondeu que tal noção era "hilária" considrando a sua "luta amarga para ganhar a vida e obter alguma notoriedade".
Em 1979, Tascam apresentou o Portastudio, o primeiro gravador portátil multicanal desse tipo a incorporar uma abordagem "all-in-one" para overdubbing, mixagem e boucing. Essa tecnologia permitiu que uma ampla gama de músicos de círculos undergrounds construíssem bases de fãs por meio da disseminação de suas fitas cassete. O crítico musical Richie Unterberger citou Moore como "um dos mais famosos" dos "poucos artistas da cassetteland [que] estabeleceram uma reputação, mesmo que cult". De 1979 até o início dos anos 1980, Moore foi membro da equipe da WFMU, apresentando um programa semanal chamado "Bedroom Radio". O programa "Low-Fi" de Berger veio a seguir, efetivamente para estabelecer lo-fi como um movimento distinto associado ao espírito do punk. O álbum caseiro de JW Farquhar de 1973, The Formal Female, de acordo com o crítico Ned Raggett, também poderia ser considerado um precursor de "qualquer número" de artistas independentes de lo-fi, incluindo R. Stevie Moore e o músico underground texano Jandek.

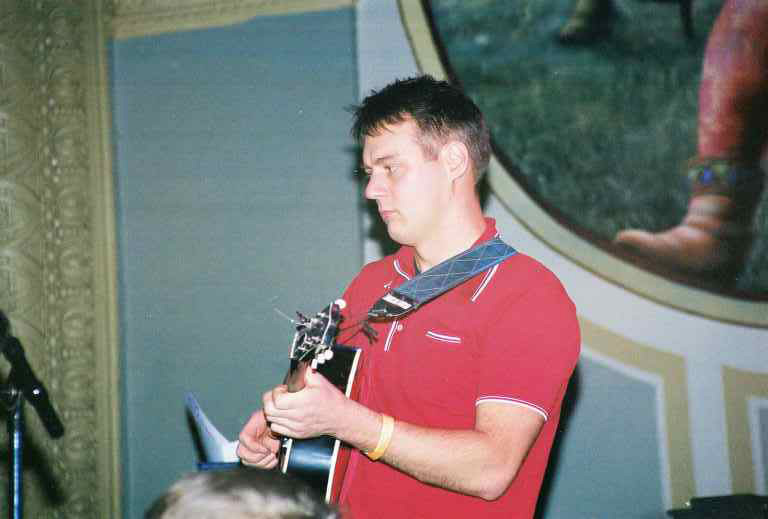
Calvin Johnson (foto c. 2000), fundador da K Records e cofundador da Beat Happening

Ao longo da década de 1980, as esferas do indie rock do underground estadunidense (bandas como R.E.M., a favorita das rádios universitárias), junto com alguns pós-punk britânicos, foram as exportações mais proeminentes da música lo-fi. Segundo o AllMusic, a variedade estilística das suas fitas variava frequentemente "desde simples canções pop e rock a estruturas musicais de forma livre até a puro ruído e experimentalismo artístico". Cenas semelhantes também se desenvolveram entre o comércio de cassetes DIY de hip-hop e atos hardcore punk. Uma das bandas mais reconhecidas foi Beat Happening (1984–1992) da K Records, uma influente gravadora de indie pop. Eles raramente eram conhecidos como um grupo "lo-fi" durante seus anos ativos, e só foram notados por seu papel pioneiro no movimento depois que a definição do termo evoluiu em meados dos anos 1990. Em outro lugar, o DJ Irwin Chusid da WFMU foi responsável por inventar e popularizar a categoria "outsider music" — grande parte dela se sobrepondo ao lo-fi — que ele defendeu na década de 1980. Adam Harper credita Daniel Johnston e Jandek a "formação de uma ponte entre o primitivismo dos anos 1980 e o indie rock lo-fi dos anos 1990... Ambos os músicos introduziram a noção de que lo-fi não era apenas aceitável, além do contexto especial de alguns músicos extraordinários e brilhantes."
Outras influências incluem a banda da Nova Zelândia, Tall Dwarfs, cujos discos em meados da década de 1980 receberam crédito histórico por moldar o som lo-fi. O AllMusic escreveu que "os lançamentos dos Tall Dwarfs eram deliberadamente primitivos, a ética DIY no seu estado mais puro — as músicas eram todas gravadas em casa (tocadas em quartos, corredores e semelhantes) e desafiadoramente experimentais na natureza, pressagiando o surgimento do que acabou por ser apelidado de "lo-fi" à medida que o som começou a crescer em proeminência e influência ao longo das décadas que se seguiram".

### 1990: Mudança das definições de "lo-fi" e "indie"

#### Relação com a música "alternativa"

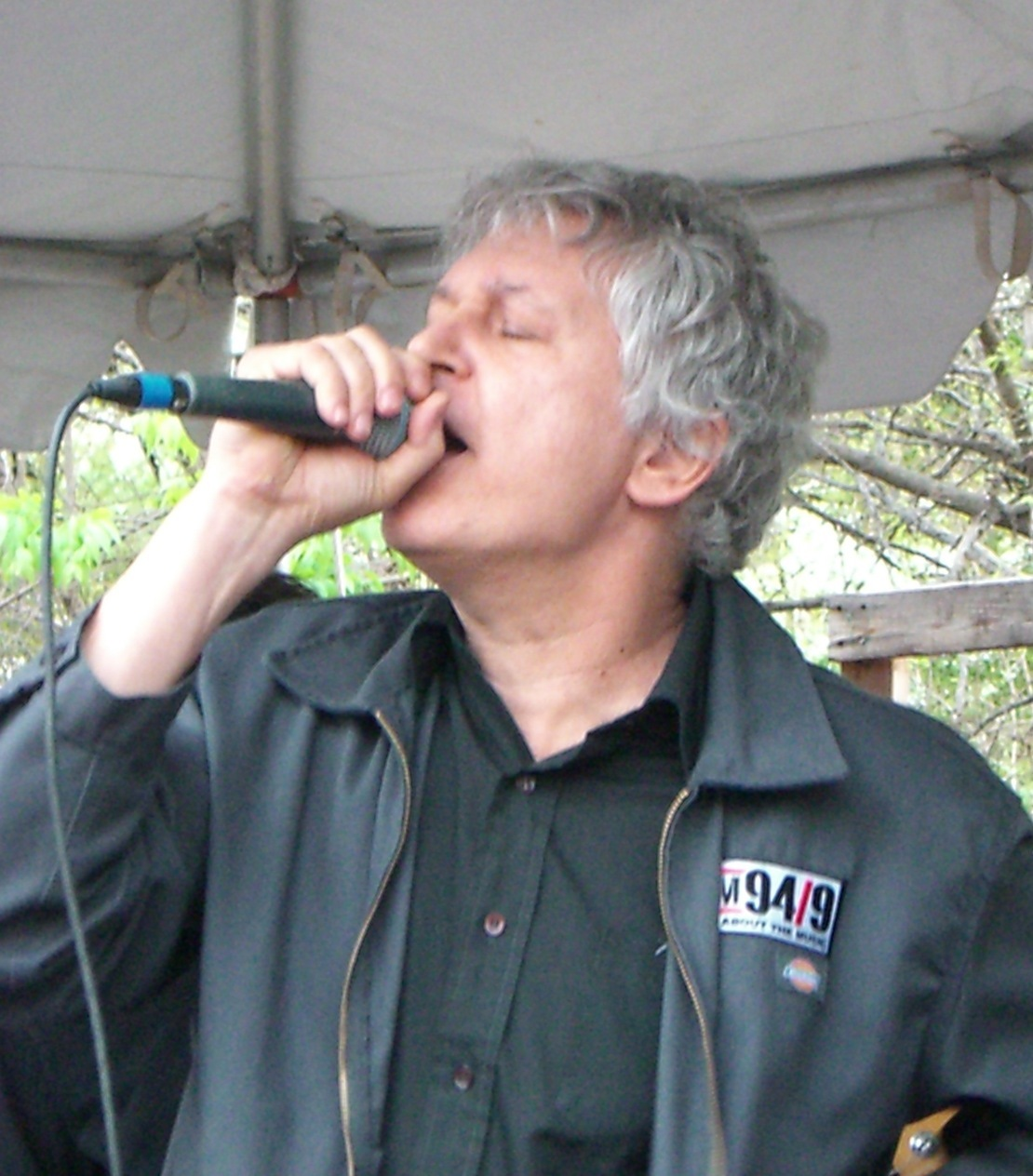
Robert Pollard do Guided by Voices (retratado em 2006)

Durante os anos 1990, o uso da palavra "indie" pelos meios de comunicação evoluiu de música "produzida longe das maiores gravadoras da indústria musical" para um estilo particular de rock ou música pop visto nos EUA como a "alternativa ao 'alternativo". Após o sucesso de Nevermind (1991) do Nirvana, o rock alternativo tornou-se um ponto de discussão cultural e, posteriormente, o conceito de um movimento lo-fi coalesceu entre 1992 e 1994. Centrado em artistas como Guided by Voices, Sebadoh, Beck e Pavement, a maior parte da escrita sobre o gênero alternativo e o lo-fi alinhou-se com a Geração X e os estereótipos "slacker" que tiveram se originaram do romance Generation X de Douglas Coupland e do filme Slacker de Richard Linklater (ambos lançados em 1991). Parte da delimitação entre grunge e lo-fi veio com relação à "autenticidade" da música. Embora o vocalista do Nirvana Kurt Cobain fosse conhecido por gostar de Daniel Johnston, K Records e The Shaggs, havia uma facção do indie rock que via o grunge como um gênero sell-out, acreditando que as imperfeições do lo-fi eram  que dava à música a sua autenticidade.
Em abril de 1993, o termo "lo-fi" ganhou destaque depois de ser apresentado como manchete no New York Times. O artigo mais lido foi publicado pelo mesmo jornal em agosto de 1994 com o título "Lo-Fi Rockers Opt for Raw Over Slick". Em contraste com uma história semelhante publicada no jornal sete anos antes, que nunca utilizou "lo-fi" no contexto de uma gravação não profissional, o escritor Matt Deihl combinou "lo-fi" com "DIY" e "uma qualidade sonora áspera". Ele escreveu:
Alternativamente chamado lo-fi, referindo-se à qualidade sonora aproximada resultante de tal abordagem, ou D.I.Y., um acrónimo para "do it yourself", esta tradição distingue-se por uma aversão às técnicas de gravação mais avançadas... Em um mundo de estéril, com um Top 40 gravado digitalmente, o lo-fi elucida as costuras cruas do processo artístico.Harper
O foco principal da peça foi Beck e Guided by Voices, que recentemente se tornaram artistas populares na subcultura do indie rock. Beck, cujo single "Loser" de 1994 foi gravado em uma cozinha e alcançou o top 10 da Billboard, acabou se tornando o artista mais reconhecível associado com a tag "lo-fi". Em resposta ao rótulo "lo-fi", o líder da banda Guided by Voices, Robert Pollard, negou ter qualquer associação com o suposto movimento. Ele disse que embora a banda estivesse sendo "considerada a pioneira do movimento lo-fi", ele não estava familiarizado com o termo e explicou que "muitas pessoas estavam pegando máquinas [Tascam] na época... A utilização de uma fita de quatro canais tornou-se suficientemente comum para que tivessem de encontrar uma categoria para ela: DIY, lo-fi, tanto faz".
Na época, o crítico musical Simon Reynolds interpretou o movimento aparente como uma reação contra a música grunge, "e uma reação fraca, já que lo-fi é apenas grunge com valores de produção ainda mais grunge". Por sua vez, disse ele, lo-fi inspirou sua própria reação na forma de "pós-rock". Uma reação contra o grunge e o lo-fi, de acordo com AllMusic, foi o chamber pop, que se inspirou fortemente nas ricas orquestrações de Brian Wilson, Burt Bacharach e Lee Hazlewood.

#### Cristalização do gênero

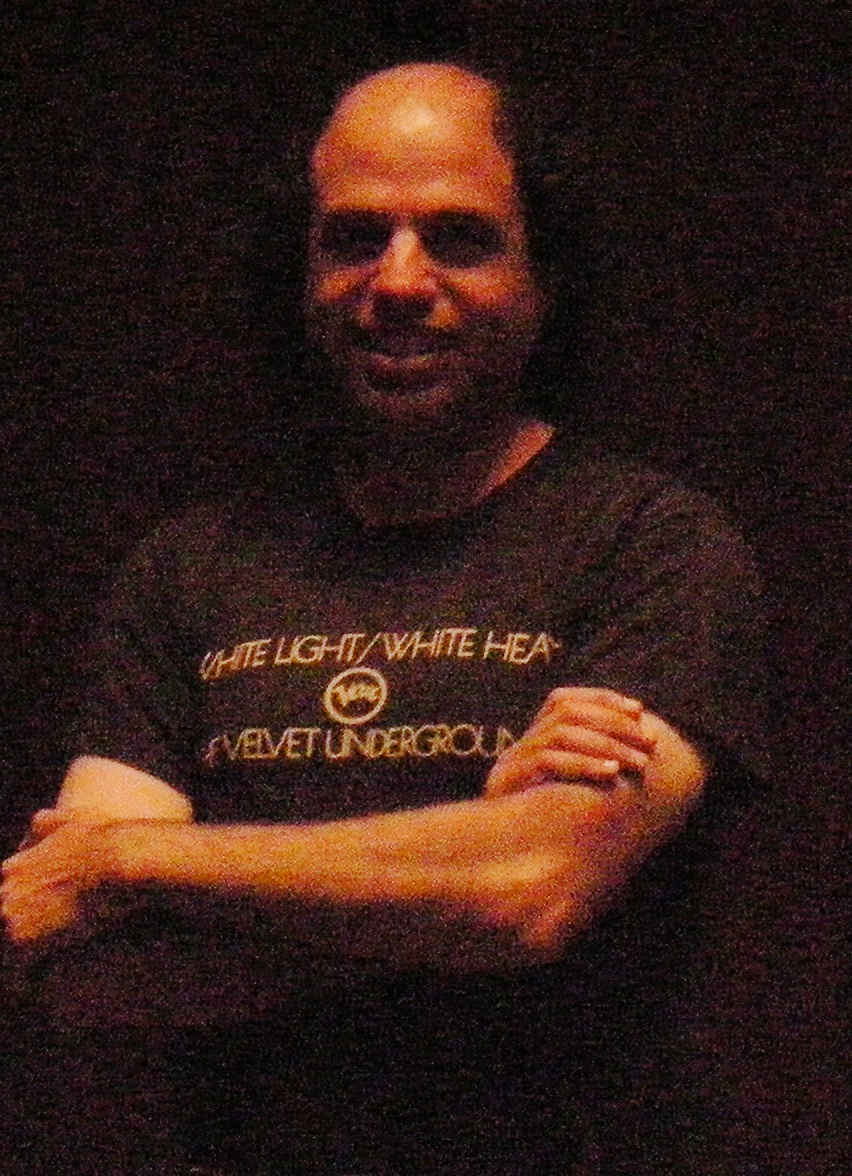
Richie Unterberger, autor de Unknown Legends

"Lo-fi" foi aplicado de forma inconsistente ao longo da década de 1990. Escrevendo no livro Hop on Pop (2003), Tony Grajeda disse que em 1995, a revista Rolling Stone "conseguiu rotular todas as outras bandas que apareceu no primeiro semestre [do ano] de alguma forma como lo-fi". Um jornalista da Spin atribuiu Sebadoh III (1991) de Sebadoh como a "invenção" do lo-fi, caracterizando o gênero como "o soft rock do punk". Além disso, praticamente todos os jornalistas referiram uma crescente cobertura mediática da música lo-fi, ao mesmo tempo que não se reconheceram como contribuidores para a tendência.
Foram publicados vários livros que ajudaram a "canonizar" artistas lo-fi, geralmente comparando-os de forma favorável a músicos mais velhos. Por exemplo, Alt-Rock-a-Rama da Rolling Stone (1995) continha um capítulo intitulado "The Lo-Fi Top 10", que mencionava Hasil Adkins, The Velvet Underground, Half Japanese, Billy Childish, Beat Happening, Royal Trux, Sebadoh, Liz Phair, Guided By Voices, Daniel Johnston, Beck e Pavement. O livro de Richie Unterberger Unknown Legends of Rock 'n' Roll: Psychedelic Unknowns, Mad Geniuses, Punk Pioneers, Lo-Fi Mavericks & More e "a comunidade de críticos e fãs que o cercam" foram especialmente essenciais para estabelecer noções modernas da estética lo-fi. De acordo com Adam Harper: "Em suma, Unknown Legends faz a ponte entre os interesses da geração da década de [1980] e da [Cassette Culture] com a geração da [década de 2000], fornecendo um esboço inicial, um presságio — um 'projeto de campo esquerdo', talvez — dos movimentos dos anos 2000, como fantologia e pop hipnagógico".
A tag "lo-fi" também se estendeu a artistas como Mountain Goats, Nothing Painted Blue, Sparklehorse, Refrigerator, Chris Knox, Alastair Galbraith e Lou Barlow. "Outros artistas significativos frequentemente alinhados com o lo-fi dos anos 1990", escreveu Harper, "tais como Ween, Grifters, Silver Jews, Liz Phair, Smog, Superchunk, Portastatic e Royal Trux foram largamente omitidos devido à escassez comparativa da sua recepção ou à sua menor relevância para a estética lo-fi".
Do final das décadas de 1990 a 2000, "lo-fi" foi absorvido pelo discurso indie regular, onde perdeu na sua maioria as conotações de subcategoria de indie rock evocando "a geração mais preguiçosa", "folga", ou "autoconsciência". Pitchfork e The Wire tornaram-se as principais publicações sobre música, enquanto blogs e websites mais pequenos assumiram o papel anteriormente ocupado por fanzines.

### 2000–presente: pop hipnagógico e chillwave

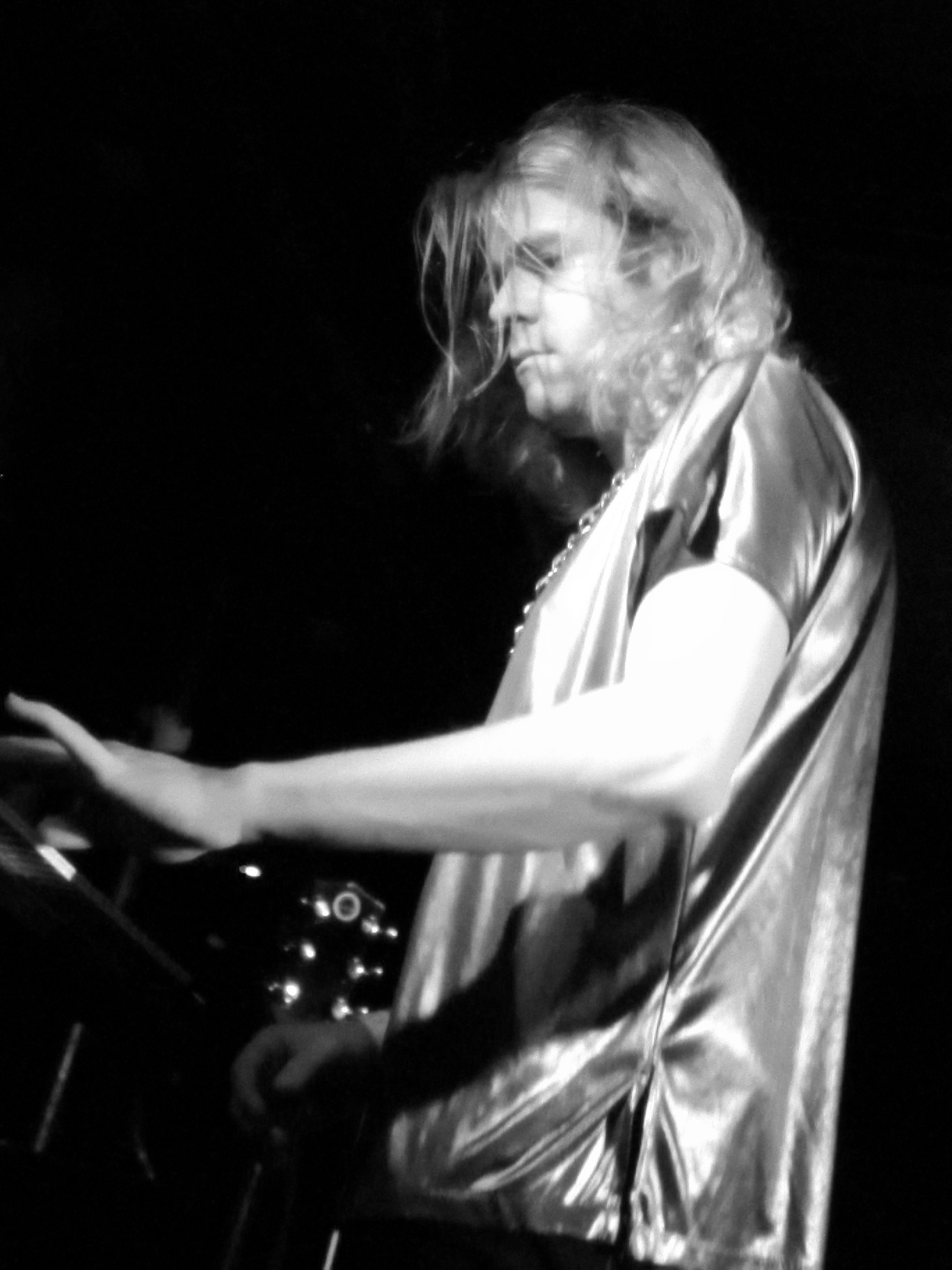
Ariel Pink se apresentando em 2010

O surgimento das modernas estações de trabalho de áudio digital dissolveu uma divisão tecnológica teórica entre artistas profissionais e não profissionais. Muitos dos artistas lo-fi proeminentes da década de 1990 adaptaram seu som a padrões mais profissionais e músicos de "quarto" começaram ver equipamentos vintage como uma forma de alcançar uma estética lo-fi autêntica, refletindo uma tendência semelhante na década de 1990 relativa ao renascimento do space age pop e sintetizadores analógicos dos anos 1960. R. Stevie Moore foi cada vez mais citado pelo artistas de lofi emergentes como uma influência primária. O seu maior defensor vocal, Ariel Pink, tinha lido Unknown Legends, e mais tarde gravou uma versão cover de uma das faixas incluídas em um CD que veio com o livro ("Bright Lit Blue Skies"). Na época de sua estreia na gravadora, Pink era visto como uma novidade, uma vez que não havia praticamente nenhum outro artista indie contemporâneo com um som retro lo-fi semelhante.
Artistas lo-fi anteriores geralmente rejeitavam a influência das rádios pop dos anos 1980, que mostravam a maior parte do som de Pink. Posteriormente, um tipo de música apelidado de "pop hipnagógico" surgiu entre músicos de lo-fi e pós-noise que se engajaram com elementos de nostalgia cultural, memórias de infância e tecnologia de gravação desatualizada. O rótulo foi inventado pelo jornalista David Keenan em um artigo de agosto de 2009 para o The Wire, que incluiu Pink entre seus exemplos. Pink era frequentemente referido como o "padrinho" do hipnagógico, do chillwave ou do glo-fi, já que novos artistas associados a ele (esteticamente, pessoalmente, geograficamente ou profissionalmente) atraíam a atenção da crítica. De acordo com Marc Hogan do Pitchfork, cada uma dessas tags descreveu o que era essencialmente a música psicodélica. Adam Harper refletiu em 2013 que havia uma tendência crescente entre críticos como Simon Reynolds de exagerar a influência de Pink ao não reconhecer antecessores como R. Stevie Moore e Martin Newell do The Cleaners from Venus.
No final dos anos 2010, uma forma de música downtempo marcada como "lo-fi hip hop" ou "chillhop" tornou-se popular entre os streamers de música do YouTube. Vários desses canais lo-fi do YouTube atraíram milhões de seguidores,  principalmente Lofi Girl.